# Frei Gaspar da Encarnação
Gaspar de Moscoso e Silva, conhecido como Frei Gaspar da Encarnação (Lisboa, 1685 - 1752), foi um religioso português.
Frequentou a Universidade de Coimbra, onde se doutorou em Cânones. Em 1710 foi nomeado reitor dessa mesma universidade. Cinco anos depois deixou as vestes da reitoria e de deão da sé de Lisboa para entrar no convento franciscano do Varatojo, onde veio a professar, em 20 de Junho de 1715, com o nome de Frei Gaspar da Encarnação. Teve uma grande participação política, após a morte do Cardeal da Mota, no reinado de D. João V. Com a subida ao trono de D. José I, perdeu toda a sua influência política.
Era irmão de D. Martinho Mascarenhas, 3º marquês de Gouveia casado com Inácia Rosa de Távora, ambos filhos de D. João Mascarenhas, 5º conde de Santa Cruz e Teresa de Moscoso Osório, 1ª marquesa de Santa Cruz.

## Fonte
- Innocencio Francisco da Silva, Apontamentos Acerca de D. Luis Francisco de Assis Sanches Baena (1707-1782) dados à luz e offerecidos a seu terceiro neto o ex.mo senhor Visconde de Sanches de Baena», Lisboa, 1869, p. 11.